# Roberto Bisacco
Roberto Bisacco, né le 1er mars 1939 à Turin et mort le 10 octobre 2022 à Rome, est un acteur italien.

## Biographie
Après une brève expérience au théâtre, Roberto Bisacco s'inscrit à la faculté d'économie et travaille comme comptable. En 1960, il rejoint l'Académie d'art dramatique Silvio D'Amico à Rome où il obtient son diplôme d'acteur.
Il commence sa carrière au théâtre en 1963 dans La Résistible Ascension d'Arturo Ui puis dans Hamlet. Sa célébrité démarre en 1964 lorsqu'il interprète Marius Pontmercy dans le feuilleton télévisé I miserabili (Les Misérables).
Avec le cinéma, il apparait au grand public dans divers films jusqu'au début des années 2000.

## Théâtre
- 1963 : La Résistible Ascension d'Arturo Ui
- 1963 : Hamlet

## Filmographie

### Cinéma
- 1963 : Gli arcangeli d'Enzo Battaglia : Roberto
- 1966 : Modesty Blaise de Joseph Losey
- 1967 : I dannati della Terra de Valentino Orsini
- 1967 : Fai in fretta ad uccidermi... ho freddo! de Francesco Maselli
- 1967 : En cinquième vitesse (Col cuore in gola) de Tinto Brass
- 1968 : Roméo et Juliette (Romeo e Giulietta) de Franco Zeffirelli
- 1969 : Vergogna schifosi de Mauro Severino
- 1969 : Fräulein Doktor d'Alberto Lattuada
- 1969 : Les Damnés de la Terre (I dannati della Terra) de Valentino Orsini
- 1969 : Tue-moi vite, j'ai froid (Fai in fretta ad uccidermi... ho freddo!) de Francesco Maselli
- 1969 : Camille 2000 de Radley Metzger
- 1969 : Exécutions (Un detective) de Romolo Guerrieri
- 1969 : Delitto al circolo del tennis de Franco Rossetti
- 1970 : La Califfa d'Alberto Bevilacqua
- 1973 : Torso (I corpi presentano tracce de violenza carnale) de Sergio Martino
- 1973 : Les Grands Patrons (Bisturi, la mafia bianca) de Luigi Zampa
- 1974 : Stavisky d'Alain Resnais
- 1980 : La Cage aux folles 2 d'Édouard Molinaro
- 1985 : The Assisi Underground d'Alexander Ramati (en)
- 1988 : Grandi cacciatori d'Augusto Caminito
- 1990 : Arrivederci Roma (cy) de Clive Donner
- 1991 : Miliardi de Carlo Vanzina
- 1992 : Infelici e contenti de Neri Parenti
- 2001 : Lo strano caso del signor Kappa de Fabrizio Lori

### Télévision
- 1964 : I miserabili (Les Misérables) - feuilleton télévisé
- 1977 : La gabbia (it) de Carlo Tuzii (it) - mini-série télé
- 1995 : Il grande fuoco (it) de Fabrizio Costa - mini-série télé